# Gare de Saint-Michel-sur-Meurthe
Pour les articles homonymes, voir Gare de Saint-Michel.
La gare de Saint-Michel-sur-Meurthe est une gare ferroviaire française de la ligne de Lunéville à Saint-Dié, située sur le territoire de la commune de Saint-Michel-sur-Meurthe, dans le département des Vosges en région Grand Est.
Elle est mise en service en 1864 par la Compagnie des chemins de fer de l'Est.
C'est une halte voyageurs de la Société nationale des chemins de fer français (SNCF), desservie par des trains TER Grand Est.

## Situation ferroviaire
Établie à 315 mètres d'altitude, la gare de Saint-Michel-sur-Meurthe est située au point kilométrique (PK) 428,764 de la ligne de Lunéville à Saint-Dié (voie unique), entre les gares d'Étival-Clairefontaine et de Saint-Dié-des-Vosges.

## Histoire
La gare de Saint-Michel est mise en service le 15 novembre 1864 par la Compagnie des chemins de fer de l'Est, lorsqu'elle ouvre à l'exploitation la section de Raon-l'Étape à Saint-Dié. Par décision ministérielle du 21 mars 1885, elle prend le nom de Saint-Michel-sur-Meurthe.

La gare vers 1900
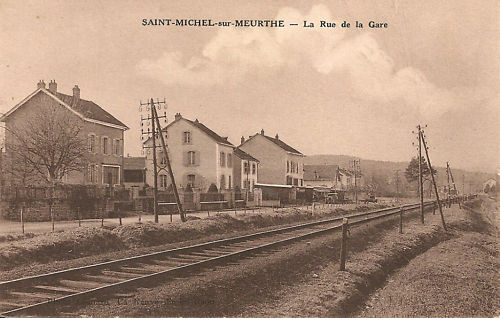
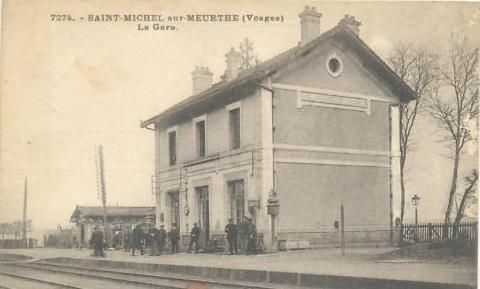
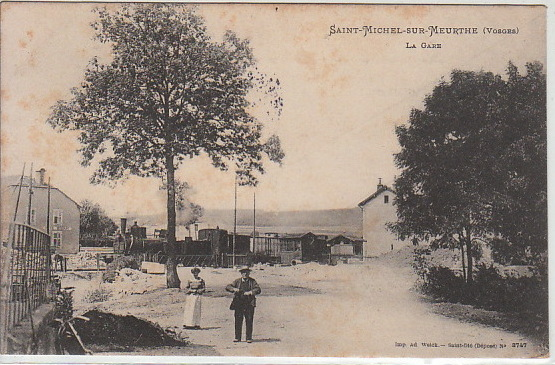

## Fréquentation
De 2015 à 2024, selon les estimations de la SNCF, la fréquentation annuelle de la gare s'élève aux nombres indiqués dans le tableau ci-dessous.
| Année     | 2015  | 2016  | 2017  | 2018  | 2019  | 2020  | 2021  | 2022  | 2023  | 2024  |
| --------- | ----- | ----- | ----- | ----- | ----- | ----- | ----- | ----- | ----- | ----- |
| Voyageurs | 2 591 | 2 897 | 3 562 | 3 095 | 2 892 | 2 379 | 2 005 | 2 472 | 2 937 | 1 820 |

## Service des voyageurs

### Accueil
Halte SNCF, c'est un point d'arrêt non géré (PANG) à accès libre.

### Desserte
Saint-Michel-sur-Meurthe est desservie par des trains TER Grand Est de la relation de Nancy à Saint-Dié-des-Vosges.

### Intermodalité
Le stationnement des véhicules est possible à proximité.

## Patrimoine ferroviaire
L'ancien bâtiment voyageurs désaffecté du service ferroviaire.